# Katzenbach (Werre)
Der Katzenbach ist ein 1,7 km langer, orographisch linker Nebenfluss der Werre in Ostwestfalen-Lippe.

## Geographie
Der Bach entspringt östlich des Detmolder Stadtteils Pivitsheide V.H. auf 137 m ü. NN im Mischwaldgebiet Schwarzenbrink. Von seiner Quelle aus fließt der Bach in Richtung Norden und speist nach etwa 900 m den künstlich angelegten Postteich. Nach weiteren 700 Metern und Unterquerung der L 758 mündet der Bach nordöstlich von Pivitsheide V.H. bei Werre-Kilometer 50,8 auf 110 m ü. NN in die Werre. 
Wenige hundert Meter westlich befindet sich die Mündung des Hasselbach, der parallel zum Katzenbach verläuft, in die Werre. Unmittelbar nördlich der Mündung des Katzenbaches liegt der Baggersee Meschesee.
Der Katzenbach verläuft auf gesamter Länge durch teilweise moorige Mischwaldgebiete.

## Postteich

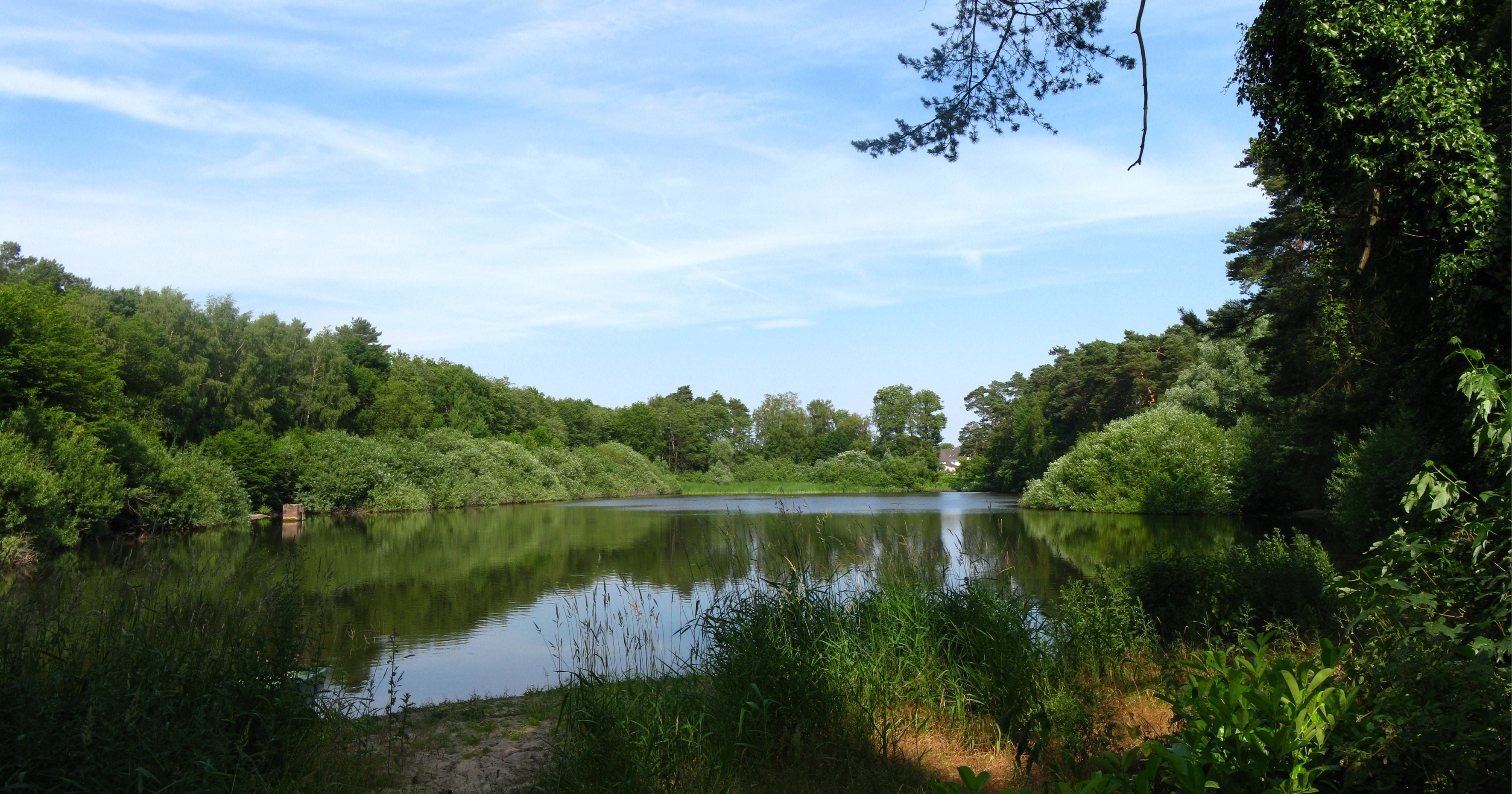
Blick über den Postteich von Westen im Juni 2010

Der Postteich ist ein künstlich angelegter Stausee, der vom Katzenbach gespeist wird. Er weist eine Ausdehnung von 260 m in West-Ost-Richtung und von 100 m in Nord-Süd-Richtung auf. 
Der Postteich wurde 1923 als erstes und größtes lippisches Waldschwimmbad geplant. Der See entstand in einer natürlichen sandigen Senke, die vom Katzenbach durchflossen und bereits vorher für den Sandabbau genutzt wurde. Nach einjähriger Bauzeit konnte das Bad eröffnet werden. Zusätzlich entstand eine bis heute betriebene Gastronomie am See. 
Ende der 1950er Jahre wurde das Schwimmen im Postteich aus hygienischen Gründen untersagt und als Ersatz das Freibad Schwarzenbrink, das größte der Detmolder Freibäder, erbaut. Bedingt durch die geringe Wasserführung des Katzenbaches, der im Sommer meist austrocknet, ist der Wasserstand des Postteiches großen Schwankungen unterworfen. Im Sommer des Jahres 2009 sank der Wasserstand des Sees so stark, dass aus diesem Grund und auch durch die stark gestiegene Wassertemperatur die im See lebenden Fische bedroht waren. Ein Einsatz des THW wurde erforderlich um die bedrohte Fauna des Sees zu retten. Dazu wurde zunächst mittels starker Pumpen Frischwasser aus dem wenige hundert Meter entfernten Hasselbach in den Postteich gepumpt. Da dieser ebenfalls nicht genug Wasser führte, wurde die Wasserentnahme aus dem Hasselbach gestoppt und stattdessen Wasser aus dem Postteich entnommen und wieder eingeleitet, um so den stark gesunkenen Sauerstoffgehalt zu erhöhen.

## Umwelt
Der Katzenbach wird der Gewässergüteklasse II–III zugeordnet. Dies bedeutet, dass der Bach kritisch belastet ist. 
Der Bach und seine Aue sind Bestandteil des 59,5 ha großen Naturschutzgebietes Hasselbach / Schwarzenbrink / Heidemoor am Kupferberg.